# Darío Pereyra
Darío Pereyra   (Sauce, 19 d'octubre de 1956) fou un futbolista uruguaià de la dècada de 1980.
Fou 32 cops internacional amb la selecció de l'Uruguai.
Pel que fa a clubs, defensà els colors de Club Nacional de Football i São Paulo FC.
Trajectòria com a entrenador:
- 1997-1998: São Paulo
- 1998: Coritiba
- 1999: Atlético Mineiro
- 2000: Guarani
- 2001: Corinthians
- 2003: Paysandu
- 2003: Grêmio
- 2004: Portuguesa
- 2012: Arapongas
- 2013: Vila Nova
- 2014-2015: Águia de Marabá